# Fondation Dag Hammarskjöld
Pour les articles homonymes, voir Hammarskjöld.

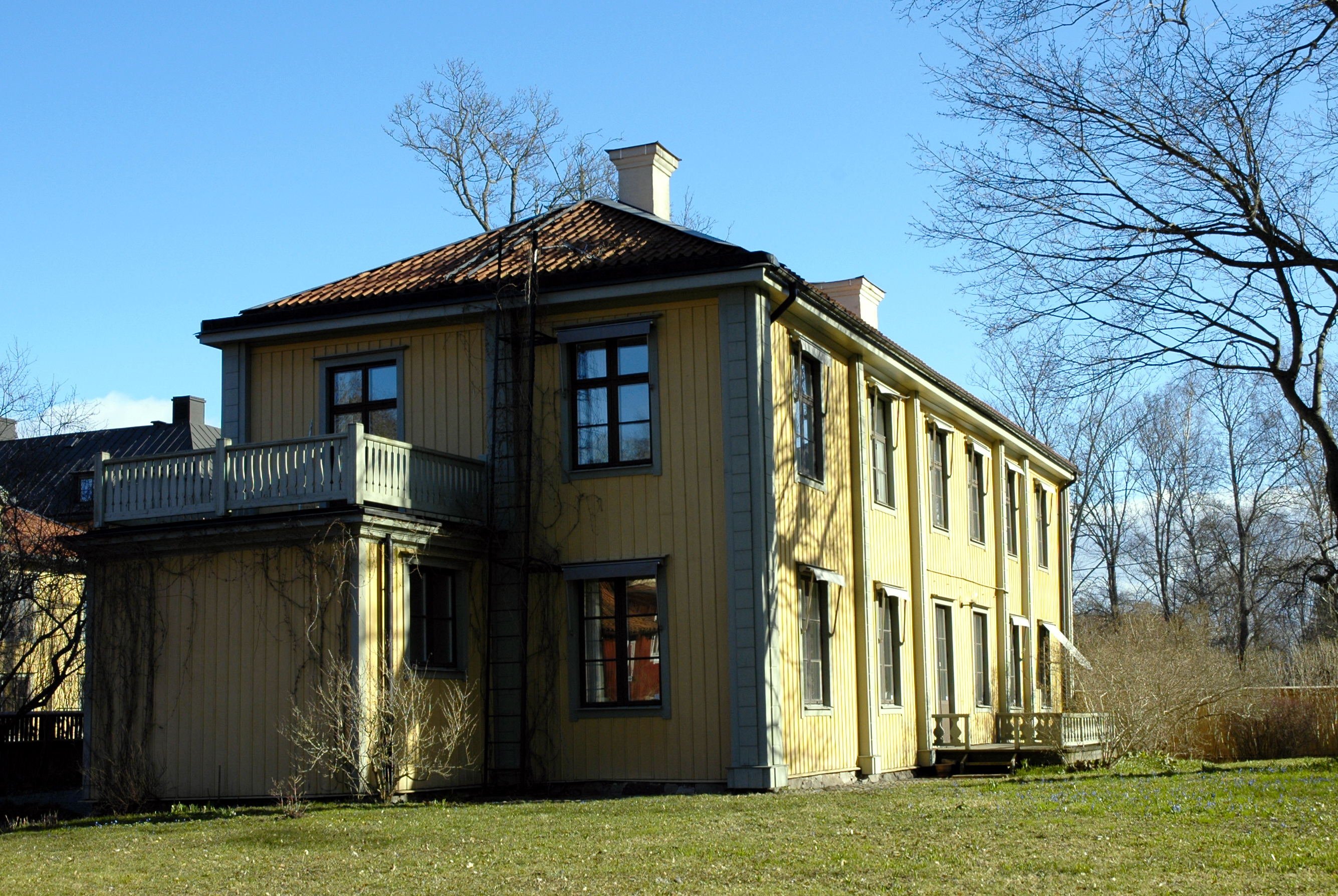
Le centre Dag Hammarskjöld à Uppsala, siège du secrétariat de la Fondation Dag Hammarskjöld.

La Fondation Dag Hammarskjöld a été créée en 1962 en hommage national de la Suède au 2e Secrétaire général des Nations unies, le Suédois Dag Hammarskjöld, mort le 18 septembre 1961 dans l'exercice de ses fonctions dans un présumé accident d'avion lors d'une mission de paix au Congo. La Fondation est localisée à Uppsala, en Suède. 

## Vision et mission
La vision de la Fondation est la suivante : "un monde juste et en paix où les valeurs fondamentales des Nations Unies sont universellement appliquées. Nous fondant sur l'héritage de Dag Hammarskjöld, notre mission est de faire progresser le dialogue et les politiques en faveur du développement durable et de la paix."
La lettre de mission dit : "En rendant possible la rencontre des esprits, des expériences et des points de vue à travers l'organisation de séminaires et de dialogues, la Fondation joue un rôle de catalyseur dans l'identification de nouvelles questions et la formulation de nouveaux concepts, de nouvelles propositions de politiques, de stratégies et de plans de travail pour générer des solutions. La Fondation cherche à promouvoir de manière innovante les débats sur le développement, la sécurité et la démocratie, et se lance ainsi en permanence sur de nouveaux thèmes, en étroite collaboration avec un réseau international vaste et en constante expansion."

## Activités actuelles
Travaillant dans l'esprit de Dag Hammarskjöld, la Fondation vise à renforcer les politiques de coopération internationale, de développement et de consolidation de la paix par le dialogue, ses réunions et ses publications. Le plan stratégique 2015-2017 a orienté le travail de la Fondation dans cinq programmes :
- Construire la paix
- Troubles mondiaux - Gouvernance mondiale
- Agenda 2030 pour le développement mondial
- Renouvellement de l'ONU
- L'héritage de Dag Hammarskjöld

Dans ce cadre, et en fonction des questions abordées, la Fondation est amenée à collaborer avec de nombreux partenaires : entités des Nations unies, États membres des Nations unies, organisations régionales et internationales, institutions universitaires et organisations de la société civile.  

## Ressources
Lors de sa création, un effort public de collecte de fonds a fourni à la Fondation une dotation initiaile ; aujourd'hui, ces fonds sont conservés comme fonds de garantie.
La Fondation reçoit en outre depuis l'origine un financement du gouvernement suédois. À l'heure actuelle, le montant de ce financement est décidé par le ministère suédois des Affaires étrangères sur la base du plan stratégique triennal de la Fondation, du plan annuel et d'un accord de coopération.
Dans le cadre du plan stratégique actuel, le financement du gouvernement suédois s'élève à environ 15 millions de couronnes suédoises par an, provenant du budget officiel de l'agence suédoise de coopération et de développement (ODA).